# Landgoed Eikenrode (Wassenaar)

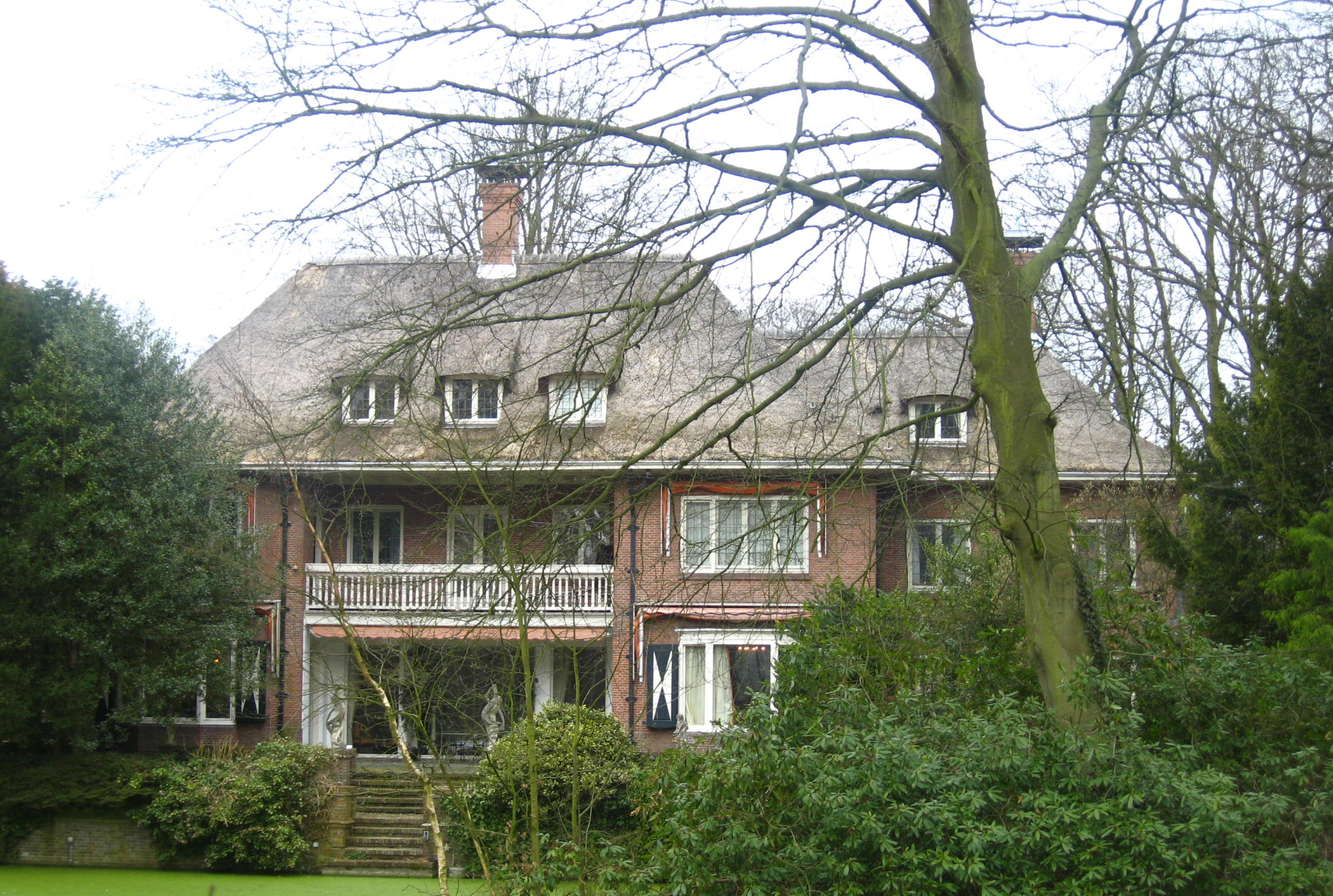
Het huis Eikenrode gezien vanaf de A44

Landgoed Eikenrode is een landgoed binnen de dorpsgrenzen aan de Rijksstraatweg A44 in het dorp Wassenaar, in de Nederlandse provincie Zuid-Holland. Het heeft een oppervlakte van zo'n 7425 vierkante meter.
Het bijbehorende huis werd omstreeks 1913 gebouwd naar ontwerp van de architecten A.P. Smits en H. Fels. De tuinen zijn ontworpen door de tuinarchitect H. Roeters van Lennep. Het koninklijk landgoed De Horsten ligt ertegenover, aan de andere kant van de Rijksstraatweg. Het huis is particulier bewoond en niet toegankelijk voor het publiek.